# Sound Tripper!
『Sound Tripper!』（サウンド・トリッパー！）は、2015年5月4日から2018年3月30日までInterFM897・Radio NEOで放送されていたラジオ番組。パーソナリティは山下智久。

## 概要
- 「The Vance K Show」に内包される形で2015年5月から放送開始した。

番組内容は「週ごとに異なる年代をテーマに、その年のUSチャートやUKチャートを振り返りつつ、その時代時代の出来事や音楽背景に触れながら、リスナーと一緒に“SOUND TRIP”を楽しむ」というものだが、リスナーからのリクエストなどは受け付けおらず、メールアドレスも存在しない。
- 毎回、番組内の前後に山下と各番組のパーソナリティと質問やお願いなどのやり取りが恒例となっており、2015年9月まではVance Kとのやり取りのみだったが、同年10月にInterFM NAGOYAがRadio NEOに改称するに伴って自局制作の「Morning NEO -GAYA-」の放送を開始したため、それ以降はVance KとNORRIとの二人に対してへやり取りする形に変更となった。

その後、2016年10月の改編で放送開始した「OH! MY MORNING!」でもこのスタイルは継続されており、大前亮将（プリンセス金魚）が質問などに番組終了まで答えていた。

## 放送時間

### 過去
- 毎週月曜 - 金曜 8:00 - 8:10（2017年11月1日 - 2018年3月30日）
- 毎週月曜 - 金曜 8:05 - 8:15（2015年5月4日 - 2017年10月31日）

## タイムテーブル
2017年1月現在のタイムテーブルであり、時間に関しては日によって変動する場合がある。
- 08:05 オープニング（ジングルのみ）、フリートーク
- 08:07 テーマ年の紹介
- 08:10 テーマ年の楽曲を一曲流す
- 08:14 エンディング

## 放送内容
| 放送回          | ラジオオンエア日               | テーマ年 |
| --------------- | ------------------------------ | -------- |
| 第1回 - 第5回   | 2015年5月4日 － 2015年5月8日   | 1985年   |
| 第6回 - 第10回  | 2015年5月11日 － 2015年5月15日 | 1996年   |
| 第11回 - 第15回 | 2015年5月18日 － 2015年5月22日 | 1977年   |
| 第16回 - 第20回 | 2015年5月25日 － 2015年5月29日 | 2004年   |
| 第21回 - 第25回 | 2015年6月1日 － 2015年6月5日   | 1980年   |
| 第26回 - 第30回 | 2015年6月8日 － 2015年6月12日  | 1990年   |
| 第31回 - 第35回 | 2015年6月15日 － 2015年6月19日 | 2001年   |
| 第36回 - 第40回 | 2015年6月22日 － 2015年6月26日 | 1988年   |
| 第41回 - 第45回 | 2015年6月29日 － 2015年7月3日  | 2008年   |
| 第46回 - 第50回 | 2015年7月6日 － 2015年7月10日  | 1979年   |
| 第51回 - 第55回 | 2015年7月13日 － 2015年7月17日 | 1993年   |
| 第56回 - 第60回 | 2015年7月20日 － 2015年7月24日 | 1984年   |